# Ubajara nationalpark
Ubajara nationalpark (portugisiska: Parque Nacional de Ubajara) är en nationalpark i Brasilien.   Den ligger i delstaten Ceará, i den östra delen av landet, 1 500 km nordost om huvudstaden Brasília. Ubajara nationalpark ligger 596 meter över havet.
Terrängen i Ubajara nationalpark är varierad, och sluttar brant österut. Närmaste större samhälle är Tianguá, 13,8 km nordväst om Ubajara nationalpark.
Ubajara nationalpark är huvudsakligen savann. Runt Ubajara nationalpark är det ganska glesbefolkat, med 48 invånare per kvadratkilometer.